# Казбек
Връх Казбек (на грузински: ყაზბეგის მყინვარწვერი, Kazbegis Mkinvartsveri) е планински масив разположен в Страничния хребет на планината Голям Кавказ, на границата между Русия, Северна Осетия и Грузия, областта Казбеги. Издига се на 11 km северозападно от грузинското селище Степантсминда, разположено в долината на река Терек. На грузински името Mkinvartsveri се превежда като „Ледников връх“ или „Смразяващ връх“.
Главният връх на масива е източния Голям Казбек с височина 5033 m (42°41′49″ с. ш. 44°30′45″ и. д. / 42.696944° с. ш. 44.5125° и. д.) е третият по височина връх на Грузия след Шхара – 5193 m и Джанга – 5051 m и 7-ият по височина в Кавказ. Западният връх Малък Казбек е с 400 m по-нисък. Представлява изгаснал стратовулкан издигащ се на 370 m над околните върхове. Той е насложен над по-стари масиви изградени от долноюрски шисти. Видимо вулканът е действал активно през антропогена, тъй като се наблюдава слаба солфатарна активност и все още има незалесили се лавови потоци, спускащи се в долината на Терек. Върхът е покрит с постоянни снегове и фирн, от които по склоновете му (основно северните) се спускат долинни ледници (Саутиси, Мна, Орцвери, Девдоракски, Чачки и др.) с обща площ 135 km2. Върху Гергетския ледник е изградена високопланинска метеорологична станция.

## Други
На Казбек е наречена улица в кварталите „Манастирски ливади“ и „Бъкстон“ в София (Карта).